# Ośrodek Badań nad Antykiem Chrześcijańskim KUL
Ośrodek Badań nad Antykiem Chrześcijańskim KUL (do 2006 Międzywydziałowy Zakład Badań nad Antykiem Chrześcijańskim, 2006-2010 Instytut Badań nad Antykiem Chrześcijańskim) – instytucja zajmująca się szeroko pojętą patrystyką. Dokumentował też polski wkład w badania nad antykiem chrześcijańskim. Został zlikwidowany z dniem 1 października 2012 roku, a jego zadania przejął Instytut Historii Kościoła i Patrologii KUL.

## Historia
Zakład powstał 13 maja 1969 z inicjatywy takich osób jak: Jan Maria Szymusiak i Leokadia Małunowiczówna. Jednym z celów placówki była koordynacja polskich badań naukowych nad starożytnym chrześcijaństwem (I-VIII w.). W tym celu utworzono Komisję Badań nad Antykiem Chrześcijańskim. Od 1981 do 2012 roku ośrodek wydawał pismo "Vox Patrum". W latach 1976–1993 ukazywała się seria Starożytne Teksty Chrześcijańskie. Placówka wydała także następujące książki: Bazyli Degórski, Przekaz łacińskich rękopisów Vita Sancti Pauli Primi Eremitae św. Hieronima [Katolicki Uniwersytet Lubelski. Międzywydziałowy Zakład Badań nad Antykiem Chrześcijańskim], Lublin 2000 (450 ss.); Bazyli Degórski,  I manoscritti della Vita Sancti Pauli Primi Eremitae di san Girolamo conservati nella Biblioteca Apostolica Vaticana [Katolicki Uniwersytet Lubelski. Międzywydziałowy Zakład Badań nad Antykiem Chrześcijańskim], Lublin 2005 (1052 ss.); Bazyli Degórski, Il monachesimo latino nel Mediterraneo (secc. IV-VI): protagonisti e legislazione [Katolicki Uniwersytet Lubelski Jana Pawła II. Instytut Badań nad Antykiem Chrześcijańskim], Lublin 2006 (357 ss.); Bazyli Degórski, I manoscritti della Vita Sancti Pauli Primi Eremitae di San Girolamo conservati nelle biblioteche di Roma (esclusa la Biblioteca Apostolica Vaticana) [Katolicki Uniwersytet Lubelski Jana Pawła II. Instytut Badań nad Antykiem Chrześcijańskim], Wydawnictwo KUL, Lublin 2010 (474 ss.); Bazyli Degórski, I manoscritti della Vita Sancti Pauli Primi Eremitae di San Girolamo, conservati nelle biblioteche di Roma, che contengono testo incompleto dell’opera geronimiana o che si ispirano ad essa [Katolicki Uniwersytet Lubelski Jana Pawła II. Ośrodek Badań nad Antykiem Chrześcijańskim], Wydawnictwo KUL, Lublin 2011 (145 ss.). W latach 2006–2010 nazwa placówki brzmiała: Instytut Badań nad Antykiem Chrześcijańskim, od 2010 do 2012 funkcjonował jako Ośrodek Badań nad Antykiem Chrześcijańskim KUL. Placówka posiadała specjalistyczny księgozbiór, który nadal dostępny jest w redakcji "Vox Patrum". Ośrodek zajmował się też: opracowywaniem polskiej bibliografii antyku chrześcijańskiego, organizowaniem konferencji i spotkań dotyczących starożytności chrześcijańskiej. Długoletnim kierownikiem placówki był ks. Stanisław Longosz (wicedyrektor [1981] i dyrektor [1991]).

## Kierownicy i dyrektorzy placówki
- 1969-1971 o. Jan Maria Szymusiak
- 1971-1980 Leokadia Małunowiczówna
- 1980-1991 Barbara Filarska
- 1991-2012 ks. Stanisław Longosz